# Stufenplanverfahren (Arzneimittelgesetz)
Das Stufenplanverfahren nach dem deutschen Arzneimittelgesetz (AMG) ist eine Verwaltungsvorschrift der Bundesregierung zur Beobachtung, Sammlung und Auswertung von Arzneimittelrisiken mit dem Ziel, entsprechende Abwehrmaßnahmen einleiten zu können.
Das Erkennen und Bewerten von Arzneimittelrisiken (insbesondere das Auftreten von unerwünschten Arzneimittelwirkungen, Wechselwirkungen mit anderen Mitteln, Verfälschungen sowie das Auftreten potenzieller Gefahren für die Umwelt bei Anwendung von Tierarzneimitteln) und das Treffen entsprechender Maßnahmen zur Risikoabwehr setzen die kontinuierliche Überwachung der Arzneimittel auch nach ihrer Zulassung (Pharmakovigilanz) voraus, unter laufender Anpassung an den Stand des Wissens. In Deutschland haben die zuständigen Bundesoberbehörden (Bundesinstitut für Arzneimittel und Medizinprodukte, Paul-Ehrlich-Institut und Bundesamt für Verbraucherschutz und Lebensmittelsicherheit) den gesetzlichen Auftrag, alle erforderlichen Tätigkeiten zu organisieren und zu koordinieren. Sie stehen dabei im ständigen Informationsaustausch mit 
- den zuständigen Behörden der Bundesländer und der Zentralstelle der Länder für Gesundheitsschutz bei Arzneimitteln und Medizinprodukten (ZLG)
- Fachkreisen, im Wesentlichen vertreten durch die Arzneimittelkommissionen der Kammern der Heilberufe
- den pharmazeutischen Unternehmern sowie deren Bundesverbänden, z. B. dem Bundesverband der Arzneimittel-Hersteller
- dem Bundesministerium für Gesundheit
- den Giftinformationszentralen
- nationalen Pharmakovigilanzzentren
- weiteren wissenschaftlichen und politischen Institutionen
- auf internationaler Ebene: den Arzneimittelbehörden anderer Länder, der Europäischen Arzneimittelagentur (EMA), der Europäischen Direktion für die Qualität von Arzneimitteln (EDQM) des Europarates und den Dienststellen der Weltgesundheitsorganisation (WHO).

Das Stufenplanverfahren ist in  zwei Gefahrenstufen unterteilt.
Gefahrenstufe I
Hier reichen zur Einleitung bereits Hinweise auf die Möglichkeit von Arzneimittelrisiken aus. Die Behörden fordern dann von dem betroffenen pharmazeutischen Unternehmen eine inhaltliche Stellungnahme an zusammen mit einer Zusammenstellung der gemeldeten unerwünschten Wirkungen unter verschiedenen Aspekten, Angaben zum internationalen Zulassungsstatus und zum Umfang der abgegebenen Arzneimittel. Auch muss der  pharmazeutische Unternehmer darlegen, ob und in welchem Umfang er eigenverantwortlich Maßnahmen zu ergreifen gedenkt.
Wenn der Verdacht auf ein Risiko ausgeräumt werden kann oder der pharmazeutische Unternehmer selber Maßnahmen zur Risikoabwehr ergreift, wird das Verfahren auf dieser Stufe abgeschlossen.
Gefahrenstufe II
Kann ein Verfahren auf der Stufe I nicht abgeschlossen werden, schließt die Behörde ein Verfahren der Stufe II an. Die Stufe II kann bei einem begründeten Verdacht auf ein gesundheitliches Arzneimittelrisiko auch direkt ohne ein Vorangehen der Stufe I eingeleitet werden. In einer Anhörung nimmt das betroffene Unternehmen, vertreten durch den obligatorischen Stufenplanbeauftragten, Stellung zu den Vorwürfen.
Die Bundesoberbehörden können folgende Maßnahmen anordnen:
- Widerruf der Zulassung
- Rücknahme der Zulassung
- Ruhen der Zulassung
- Auflagen (Änderung oder Ergänzung des Wortlautes der Gebrauchs- und Fachinformation oder/und  der äußeren Umhüllung  betreffend die Indikationen, Nebenwirkungen oder Gegenanzeigen; Aufnahme von Warnhinweisen; Anwendungsbeschränkungen; Anordnung einer therapiegerechten Packungsgröße oder eines bestimmten Behältnisses; Anordnung einer systematischen Sammlung und Dokumentation von Erkenntnissen nach der Zulassung wie z. B. Phase-IV-Studien und andere mehr)

Stufenplanbeauftragter
Pharmaunternehmer, die Fertigarzneimittel in den Verkehr bringen, sind verpflichtet, eine entsprechend qualifizierte Person zu beauftragen, bekannt gewordene Meldungen über Arzneimittelrisiken zu sammeln, zu bewerten und die notwendigen Maßnahmen zu koordinieren (Stufenplanbeauftragter nach § 63a des Arzneimittelgesetzes, im europäischen Wirtschaftsraum auch gleichbedeutend mit der sachkundigen Person für Pharmakovigilanz).